# 郑集乡 (周口市)
郑集乡，是中华人民共和国河南省周口市淮阳区下辖的一个乡镇级行政单位。

## 行政区划
郑集乡下辖以下地区：
魏楼村
郑集村、王庄村、大孔村、殷古同村、贺庄村、赵刘村、指挥村、薛庄村、官路边村、高庄村、陈寨村、段庄村、刘楼村、胜利村、史庄村、李江楼村、梅庙村、李庄村、后张村、前张村、李楼村和许庄村。